# Ermita de la Virgen de la Calzada
La ermita de la Virgen de la Calzada, en Brías, municipio de Berlanga de Duero (Provincia de Soria, España) es uno de los ejemplares más antiguos del románico de la provincia de Soria, de principios del siglo XII, con claras influencias orientales. 

## Descripción
Consta de una sola nave de reducidas proporciones y ábside semicircular precedido de tramo recto, al que se accede a través de arco triunfal apuntado, sostenido por semicolumnas de imposta corrida por encima de los capiteles. Estos, de interesante factura, representan en el lado de la epístola, a la Virgen con el Niño Jesús encima, coronado con la cruz y la bola del mundo y la Biblia a derecha e izquierda respectivamente. A los lados, restos de figuras que pudieran representar la Adoración de los Pastores. Al lado del evangelio, un personaje con dos cabezas parece luchar contra un oso, mientras que a su lado un hombre parece montar a un elefante. 
La iglesia se cubriría en su nave con armadura de madera, hoy desaparecida, y en el cuerpo absidal con bóveda de cañón enlazada con el cuarto de esfera. Su exterior, construido en mampostería, destaca por su austeridad, con casi total ausencia de elementos que se acusen al exterior, a excepción del resalte, de la portada sur, realizado en sillería y único acceso a la iglesia. Se trata de una composición caracterizada por su horizontalidad, consta de ocho arquivoltas muy abocinadas y desproporcionadas, apoyadas sobre columnas de poco fuste, lo que les hace perder su condición de medio punto, pareciendo casi de carpanel.  Se decoran con variada gama de motivos, tanto vegetales como geométricos, al igual que los capiteles en que se sustentan. 
Asimismo, destaca al exterior el lienzo de la espadaña en poniente, y el ligero hastial, realizado en sillería, que forma la nave con el cuerpo absidal, rematado en cruz griega, con claras influencias orientales. 